# August von Klipstein
August Wilhelm Klipstein, ab 1835 von Klipstein, (* 7. Juni 1801 in Hohensolms; † 15. April 1894 in Gießen) war ein deutscher Geologe, Paläontologe und Mineraloge.

## Leben
Klipstein, der Sohn des Oberforstdirektors Philipp Engel von Klipstein (1777–1866), studierte an der Ruprecht-Karls-Universität. 1821 wurde er Mitglied des Corps Guestphalia Heidelberg. Danach war er bis 1822 an der  Forstwissenschaftlichen Lehranstalt Fulda und der  Hessischen Ludwigs-Universität Gießen. 1828 wurde er in Erlangen promoviert. Danach war er Revierförster. 1831 wurde er Lehrer für praktische Forstwissenschaft an der Universität Gießen und 1836 Professor für Mineralogie und Geologie. Er war Mitglied der Gesellschaft Deutscher Naturforscher und Ärzte.
Aus einer von ihm gepachteten Sandgrube in Eppelsheim barg er 1835 mit seinem Freund Johann Jakob Kaup den ersten Ober-Schädel eines Dinotheriums, das damals als Schreckenstier für Aufsehen sorgte. Er selbst besaß eine umfangreiche Sammlung von Fossilien besonders aus der Trias von St. Cassian. Nach seinem Tod wurde sie verstreut (nach Darmstadt, Bremen, London, Wien, Budapest).

## Familie
Klippstein heiratete am 6. Juli 1828 in Stuttgart Karoline Rosine Dorothea Uber (* 9. Juli 1807; † 29. Juli 1876), eine Tochter des Landesbaumeisters Karl Leonhard von Uber. Das Paar hatte mehrere Kinder:
- Ida Leontine Amalie (1829–1889) ⚭ 1853 Wilhelm Stahl (1812–1873), Dr. phil., Professor der Staatswissenschaften der Universität Gießen
- Johanna Anna Mathilde Ernestine (1830–1896) ⚭ 1860 Dr. med. Ernst Friedrich Martin Lorenz († 1. September 1904), Großherzoglich-Hessischer Medizinalrat, Kreisarzt in Friedberg
- Leopold Engel Karl (1831–1904), Gutsbesitzer auf Düllstadt ⚭ Maria Johanna Josephine von Grolman (* 17. November 1845; † 29. März 1906)
- Bertha Auguste Henriette (1835–1906) ⚭ 1860 Dr. med. Hermann Welcker, Professor der Anatomie der Universität Halle, Direktor der Anatomie in Halle
- Meta Mathilde Josephine (1839–1929)
- Amalie (Melie) Karoline Ottilie (1847–1928) ⚭ 1864 Dr. phil. Karl Friedrich Joseph Umpfenbach (* 5. Juni 1832; † 24. Juni 1907), Geheimrat, ordentlicher Professor der Staatswissenschaften der Universität Königsberg

## Schriften
- Uebersicht der Geologie: zum Behuf seiner Vorlesungen, Gießen 1833
- Beiträge zur geologischen Kenntniss der östlichen Alpen: mit geognostischen und petrefactologischen Tafeln, Gießen: Heyer 1843
- Geognostische Bemerkungen auf einer Reise durch Sachsen und Böhmen: ein Schreiben an Herrn Geheimrath von Leonhard von Dr. A. Klipstein ; mit zwei colorirten Tafeln, Darmstadt: Leske 1833
- Geologische Fragmente aus dem Tagebuche einer Reise durch Baiern nach den östlichen Alpen, G. Reimer 1842
- Geognostische Darstellung des Großherzogthums Hessen, des Königlich Preußischen Kreises Wetzlar und angrenzender Landestheile mit Rücksicht auf Landescultur, insbesondere auf Bergbau. 1, Nordwestliche Hauptabtheilung : District zwischen der Dill und der Salzböden, Frankfurt am Main: Heyer 1854